# アトリエタンタン
アトリエタンタンは、切絵作家タンタンの切絵創作活動名称。切絵作家タンタンは、東京都港区出身の切絵作家。中学二年の頃に切絵に目覚める。
アメリカ留学帰国後、祖父・石黒孝次郎のコレクションであるアンティーク家具や中近東の古美術品からインスピレーションを得て、オリエンタルエレガンスの作風でアトリエタンタンとして切絵創作活動を始める。以来、伝統工芸としての切絵の存在にも興味を持ち、型紙としての切絵の歴史や、更に原点となる文化の渡来について等、広く深くその歴史を研究している。

## 主な活動歴
- 本田技研工業主催「タッチザワールドフェア」キッズワークショップ
- プランタン銀座主催猫展展示
- アパレルショップcantwo洋服デザインのテキスタイル
- 資生堂ウェブ企画切絵ワークショップ
- ILLUMSギフトショップantina商品デザイン

## 出版歴
- 高橋書店より「切り絵工房」〜すぐ出来て脳に効く〜　鳥編・花編出版

## 受賞歴
- ニューヨークアートディレクターズクラブ入選 (omdrコラボレーション作品)
- 2018年 - 京都デザイン賞2018入選（「KIRIE Jewelry ［HAKU］」、第3部門）[2]
- 2020年 - おもてなしセレクション2020年12月発表 受賞（「KIRIE BIJOU」）[3]

## 取材歴
- 産経新聞にて個展風景掲載
- 朝日新聞にて個展風景掲載
- ガジンハウス出版MUTTSに情報、コラム、活動内容掲載
- インファス出版、STUDIOVOICE「東京ランデヴー」（俳優・長塚圭史コラム）に活動内容掲載
- TBS「知っとこ！」出演
- TVK「ハマランチョ」出演